# Бринковяну
Бринковяну (рум. Brâncoveanu) — село у повіті Димбовіца в Румунії. Входить до складу комуни Одобешть.
Село розташоване на відстані 48 км на північний захід від Бухареста, 35 км на південь від Тирговіште, 140 км на схід від Крайови, 116 км на південь від Брашова.

## Населення
За даними перепису населення 2002 року у селі проживали 713 осіб, усі — румуни. Усі жителі села рідною мовою назвали румунську.